# Klapa Intrade & Oliver
Klapa Intrade & Oliver naziv je prvog albuma zadarske klape Intrade i njihova gosta Olivera Dragojevića. Snimka je to njihova zajedničkog koncerta u Zadru 2002. koju je kao album 2004. objavila diskografska kuća Scardona.

## Popis pjesama
| 1.    | »Namisto molitve«             | Ljubo Stipišić               | Ljubo Stipišić        | Ljubo Stipišić  | 3:17 |
| 2.    | »Misao svijeta«               | Silvije Strahimir Kranjčević | Krešimir Magdić       | Krešimir Magdić | 4:06 |
| 3.    | »Momen dragu prva mu je leva« | Trad.                        | Trad.                 | Joško Ćaleta    | 1:47 |
| 4.    | »Pjesma jednog maestrala«     | Jasminka Čupić               | Krešimir Magdić       | Krešimir Magdić | 4:29 |
| 5.    | »Ni u moru mire«              | Arsen Dedić                  | Arsen Dedić           | Arsen Dedić     | 3:13 |
| 6.    | »O’ miruj srce«               | Zdravko Aralica              | Davor Petrović        |                 | 3:59 |
| 7.    | »Dida moj«                    | Arsen Dedić                  | Arsen Dedić           | Arsen Dedić     | 3:00 |
| 8.    | »Sve ti sritno bilo«          | Stjepan Gulin                | Arsen Dedić           | Arsen Dedić     | 3:14 |
| 9.    | »Umrli su kapitani«           | Drago Britvić                | Stjepan Mihaljinec    | Davor Petrović  | 3:41 |
| 10.   | »Tamo da putujem / Povratak«  | Tin Ujević                   | Arsen Dedić           |                 | 3:51 |
| 11.   | »Dalmacijo lipa«              | Marina Anđelković            | Toni Eterović         | Toni Eterović   | 3:43 |
| 12.   | »Croatio, iz duše te ljubim«  | Ante Sikirić                 | Ante Sikirić          | Davor Petrović  | 3:42 |
| 13.   | »Pismo moja«                  | Jure May Stanić              | Jure May Stanić       |                 | 4:38 |
| 14.   | »Picaferaj«                   | Ante Duplančić               | Zdenko Runjić         |                 | 2:38 |
| 15.   | »Vrime«                       | Petar Grašo                  | Petar Grašo           |                 | 5:32 |
| 16.   | »Kad mi dođeš ti«             | Vinko Barčot                 | Vinko Barčot          |                 | 4:13 |
| 17.   | »Dva put san umra«            | Tonči Huljić                 | Vjekoslava Huljić     |                 | 5:17 |
| 18.   | »Konoba«                      | Robert Šunjić                | Slobodan M. Kovačević |                 | 5:44 |
| 19.   | »Zadar je u srcu mome«        | Đani Maršan                  | Đani Maršan           | Davor Petrović  | 3:12 |
| 33:07 |                               |                              |                       |                 |      |

## Vanjske poveznice
- Scardona: Klapa Intrade & Oliver  Arhivirana inačica izvorne stranice od 20. siječnja 2015. (Wayback Machine)